# Guardião dos Lugares Santos

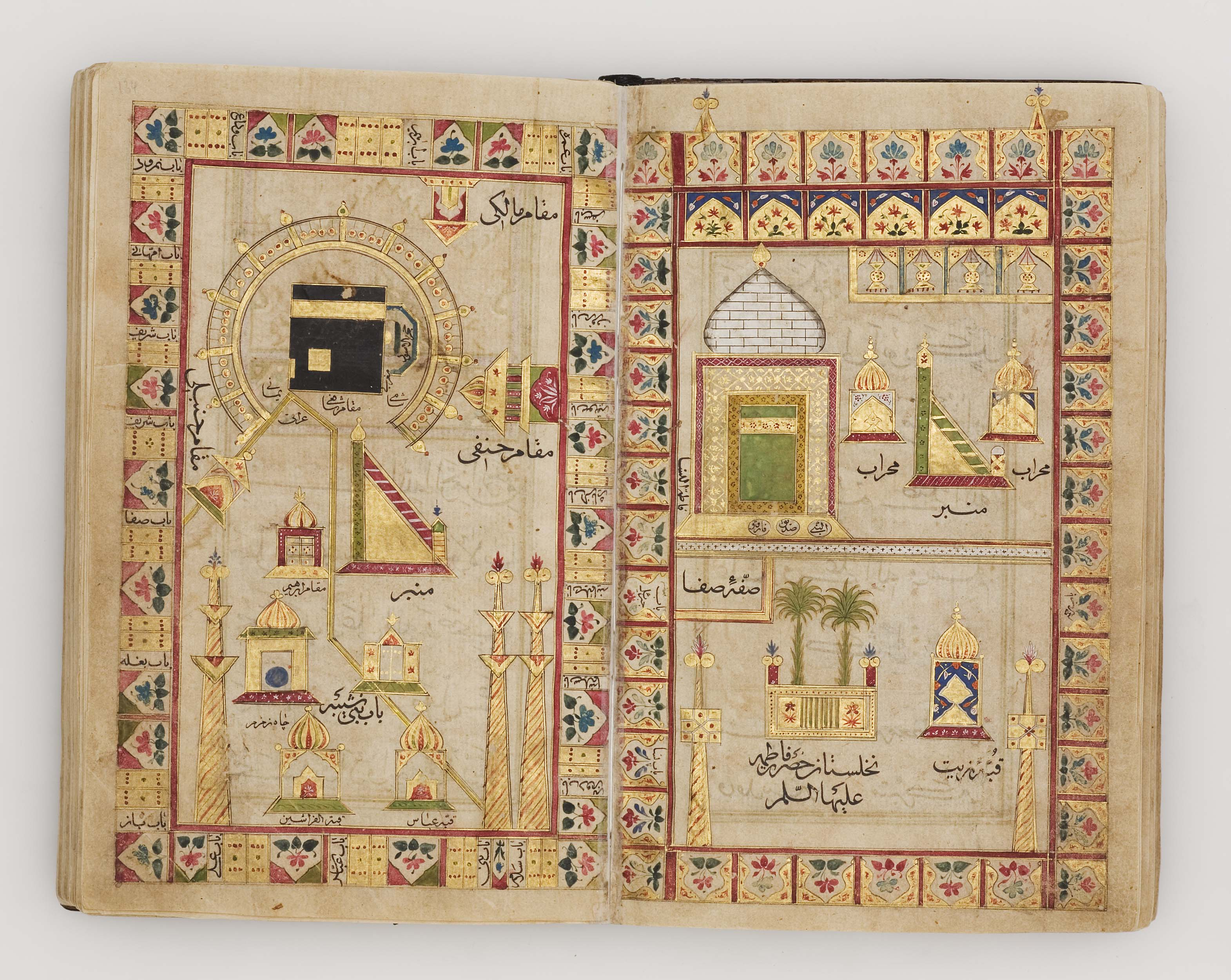
As mesquitas sagradas de Meca (à esquerda) e Medina (à direita), ilustradas em um manuscrito religioso do século XVIII

Guardião dos Lugares Santos ou Guardião das Mesquitas Sagradas (خادم الحرمين em árabe: الشريفين‎, khādim al-ḥaramain al-šarīfain) é um título honorífico utilizado pelos reis da Arábia Saudita em referência aos locais sagrados do Islão localizados em território árabe: Meca e Medina. Este título foi utilizado originalmente pelos Aiúbidas e, em seguida, pelos sultões otomanos. As duas mesquitas, ou locais sagrados, mencionados são as mesquitas de Grande Mesquita (em Meca) e a Mesquita do Profeta, mais conhecida como Mesquita do Profeta (em Medina). O Rei Fahd foi primeiro monarca árabe a utilizar o título, em 1986, substituindo o Sua Majestade pela palavra Guardião. Em 2005, o título foi passado ao seu meio-irmão e falecido rei, Abedalá I, assim como para o atual rei, Salman.